# Phytomyza flavofemorata
Phytomyza flavofemorata är en tvåvingeart som beskrevs av Gabriel Strobl 1893. Phytomyza flavofemorata ingår i släktet Phytomyza och familjen minerarflugor.
Artens utbredningsområde är Österrike. Arten är reproducerande i Sverige. Inga underarter finns listade i Catalogue of Life.